# Kapp Records
Kapp Records — американський лейбл звукозапису, заснований 1955 року.

## Історія компанії
Засновником компанії Kapp Records був Девід Кепп, брат Джека Кеппа, відомого тим, що 1934 року він створив в США відділення британського лейблу звукозапису Decca Records. Джек Кепп вмер 1949 року і його брат працював в Decca протягом шести років, аж доки не вирішив створити власну компанію звукозапису, назвавши її своїм прізвищем — Kapp Records.
Головний офіс Kapp Records знаходився в Нью-Йорку. Окрім Кеппа в компанії працювали менеджер з продажів Ренделл Вуд та менеджери по артистах та персоналу Девід Гілл та Дік Вулф. Kapp Records самостійно видавали записи в США, а для розповсюдження в Великій Британії було укладено угоду із London Records, частиною Decca. Згодом для видання рок-записів було утворено дочірній лейбл Leader. Окрім цього, 1956 року компанія придбала каталог записів Trend Records, а 1963 року зробила те ж саме з Congress Records.
Першим гучним успіхом Kapp Records стала інструментальна версія пісні ««Autumn Leaves»» у виконанні піаніста Роджера Вільямса, яка 1955 року очолила американський хіт-парад. Іншим хітом стала пісня ««Itsy Bitsy Teenie Weenie Yellow Polkadot Bikini»» Браяна Хайланда, що вийшла 1960 року на лейблі Leader. Окрім цього, саме на Kapp Records 1964 року вийшла одна з найвідоміших пісень Луї Армстронга ««Hello Dolly»», яка посіла перші місця в хіт-парадах США та Великої Британії. Також на лейблі виходили хіти Джейн Морган, гурту Ruby and the Romantics, та багато інших пісень у різних жанрах, серед яких попмузика, джаз, класична музика, кантрі, фолк та інші.
1967 року Девід Капп продав Kapp Records компанії MCA Inc., а та зробила його частиною Uni Records. Одним з найбільших успіхів лейблу часів MCA став контракт зі співачкою Шер, підписаний 1971 року. Проте 1973 року Kapp Records було закрито разом із низкою інших підрозділів MCA Records, таких як Uni, Decca та Vocalion.